# Paul Demiéville (Mediziner)
Paul Demiéville (* 26. Dezember 1855 in Châtillens; † 16. März 1947 in Lausanne, reformiert, heimatberechtigt in Palézieux, Villarzel, Sédeilles und Rossens) war ein Schweizer Mediziner.

## Leben
Paul Demiéville kam am 26. Dezember 1855 in Châtillens als Sohn des Beamten Jean-Frédéric-Abram Demiéville und der Thalie geborene Pasche zur Welt. Nachdem Paul Demiéville in Bern ein Studium der Medizin absolviert hatte, liess er sich in St. Gallen, London, Wien und München weiterbilden.
In der Folge lebte Demiéville zunächst ab 1882 in Rolle, bevor er sich 1885 endgültig in Lausanne niederliess. Dort gründete er 1888 die seit 1892 universitäre Poliklinik. Dazu wirkte er von 1892 bis 1927 als Professor der medizinischen und chirurgischen Poliklinik an der Universität Lausanne. Überdies war Demiéville im Conseil de santé et des hospices vertreten.
Paul Demiéville, der mit Annette, der Tochter des Unternehmers Henri Louis Manuel, verheiratet war, verstarb am 16. März 1947 im Alter von 91 Jahren in Lausanne. Er war der Vater des gleichnamigen Sinologen Paul Demiéville.

## Wirken
Paul Demiéville trat als Pionier im Kampf gegen die Tuberkulose im Kanton Waadt und Urheber mehrerer Projekte zur Förderung des Lausanner Gesundheitswesens hervor.